# Файдыш, Пётр Петрович
Пётр Петрович Файдыш (1892—1943) — советский архитектор.

## Биография
Родился в 1892 году; четвёртый сын и пятый ребёнок в семье Петра Степановича (1854—1905) и Анастасии Ивановны Файдыш (Смирновой; 1858—1943). В семье было семеро детей.
Окончив реальное училище, поступил в Училище живописи, ваяния и зодчества на архитектурное отделение. Добровольцем ушёл на Первую мировую войну. За храбрость был награждён солдатским Георгиевским крестом. Получил тяжёлое ранение в бедро.
После войны некоторое время создавал костюмы к спектаклям в Художественном театре. Затем до конца жизни работал как архитектор. По его проекту (в соавторстве с С. П. Лавровым; консультант — архитектор В. А. Щуко) был построен северный вестибюль станции «Библиотека имени Ленина» Московского метрополитена, располагавшийся на углу Воздвиженки и Моховой улицы (ныне снесён).
Был женат на Надежде Крандиевской, сестре Натальи Крандиевской — жены А. Н. Толстого. Сестры Крандиевские были прототипами главных героинь толстовского романа «Хождение по мукам», а П. Файдыш послужил прообразом Ивана Телегина.
В 1936 году приобрёл дачу в Тарусе (улица Коммунальная, д. 40) и вывозил туда на лето семью. Петра Петровича, как архитектора, местные власти приглашали на совет по поводу дальнейшей судьбы городского собора, он предлагал его не сносить, а открыть там Дом пионеров, верхнюю звонницу оборудовать под обсерваторию для кружка астрономов, к сожалению, его не послушали. Он пользовался авторитетом у тарусской молодёжи, играл с ними в волейбол, участвовал в их выходах на природу:

Прямая спина военной выправки, ласковые голубые глаза, полные доброго юмора, загорелое мужественное лицо — всё в нём привлекало молодёжь. Один юноша, подойдя к нему, тихо на ухо произнёс: «Пётр Петрович, мы хотим сделать пикник на лодках, поедемте? Только давайте без взрослых». Отец засмеялся, хлопнул по плечу Ваву (так звали юношу) и сказал: «Хорошо, решено, без взрослых».

Был арестован и умер в 1943 году.
Могила Надежды Васильевны Крандиевской и кенотаф Петра Петровича Файдыша находится на городском кладбище в Тарусе.

### Семья
- Жена — Крандиевская, Надежда Васильевна, скульптор. Их дети:
  - Файдыш-Крандиевская, Наталия Петровна (Навашина, 1923—2018) — художница.
  - Файдыш-Крандиевский, Андрей Петрович (1920—1967) — скульптор.

Братья и сестры:
- Николай Петрович Файдыш (1887—1941)[6], юрист
- Владимир Петрович Файдыш, советский военный и политический деятель. Его сын, Евгений Владимирович Файдыш (1919—1939), погиб в советско-финскую войну.
- Сергей Петрович Файдыш (1890—1916). Окончил историческо-филологический факультет Московского университета. Погиб на фронте в Первую мировую войну.
- Любовь Петровна Файдыш (в замуж. Рац: 1891—1980)
- Виктор Петрович Файдыш (1895—1972), химик. Его сын, Олег Викторович Файдыш (род. 1922), погиб в 1942 году под Сталинградом.
- Евгения Петровна Файдыш (Турманина; 1893—1973)